# Какао-бобы
Бобы какао, или какао-бобы, — миндалевидные семена, содержащиеся в плоде (стручке) шоколадного дерева (Theobroma cacao). Источник какао-порошка и какао-масла, из которых изготавливают шоколад.
Плод какао содержит, помимо мякоти, от 30 до 50 достаточно крупных семян светлой (как правило, бледно-лиловой окраски), расположенных пятью рядами. Бобы какао состоят на 40—50 % из жира, именуемого маслом какао, и сухих веществ, из которых получают какао-порошок. Легко отделяемая от бобов оболочка измельчается в шрот, который называется какаовелла.
До XIX века бобы какао заменяли индейцам Центральной Америки мелкие разменные деньги, в связи с чем их даже подделывали. В 1841 году русский химик А. А. Воскресенский получил из какао-бобов активное вещество теобромин, напоминающее по многим параметрам кофеин.

## Обработка и переработка
После извлечения из плода семена какао около недели ферментируют в проветриваемых ящиках, сушат на солнце (реже специально нагретым воздухом) и обжаривают, при этом они твердеют и темнеют. Высушенный боб весит примерно 1 г.
По окончании сушки бобы собирают в мешки, в которых бобы могут храниться от полугода (простые джутовые мешки) до двух лет (пластиковый мешок вставлен в джутовый), и экспортируют для последующей переработки на кондитерские предприятия развитых стран, где их сначала обжаривают, а затем быстро охлаждают. При надавливании (на специальных аппаратах) обжаренные бобы без труда распадаются на какаовеллу (18 %) и какао-крупку (82 %).
При дроблении каждый боб расщепляется на четыре — восемь частиц размером около 8 мм, которые далее обрабатываются щелочью (en), что необходимо для уничтожения грибков и микроорганизмов. Образовавшаяся крупка на вальцах либо мельницах измельчается до тёртого какао, из которого под большим давлением на гидравлических прессах выжимают какао-масло.
По окончании отжима масла из пресса при температуре около 90 °C выгружают обезжиренный какао-жмых, который перемалывается в порошок какао.

## Пищевая безопасность
В качестве источника заражения шоколада сальмонеллой могут выступать какао-бобы. В исследовании было обнаружено, что 8,2% образцов сырых какао-бобов (71 из 870) заражены сальмонеллой. За период с ноября 2022 по июль 2023 года, три производителя какао собрали 870 образцов сырых какао-бобов из европейских складов. Из них 80% были собраны в основной сезон сбора урожая (ноябрь 2022 - май 2023), а 20% - в промежуточный сезон (май-июль 2023). Около 90% образцов прибыли из пяти крупнейших стран-производителей какао-бобов: Кот-д'Ивуар, Гана, Нигерия, Камерун и Эквадор, оставшиеся 10% - из других регионов.

## Химический состав
В бобах какао содержится около 300 различных веществ, из которых каждое шестое отвечает за специфический аромат какао. Самые важные из них: анандамид, аргинин, дофамин (нейромедиатор), эпикатецин (антиоксидант), гистамин, магний, триптофан, фенилэтиламин, полифенол (антиоксидант), тирамин и салсолинол.
Примерный химический состав какао-бобов: 54,0 % жиры, 11,5 % белки, 9,0 % целлюлоза, 7,5 % крахмал и полисахариды, 6,0 % дубильные вещества (таннин) и красящие вещества, 5,0 % вода, 2,6 % минеральные вещества и соли, 2,0 % органические кислоты и вкусовые вещества, 1,0 % сахариды и 0,2 % кофеин. Калорийность 565 ккал.
В какао-бобах может содержаться до 0,1 мг/кг ртути, токсичного для организма яда.

## Сорта
Различают две базовые группы какао-бобов — «благородные» (криольо, Criollo, что на испанском значит «туземец») и «потребительские» (форастеро, Forastero, что значит «пришелец»). Плоды первой группы красные и мягкие, второй — жёлтые и твёрдые. Криольо имеют ореховый привкус, а форастеро заметно слабее пахнут и немного горчат. Потребительские бобы требуется ферментировать в два раза дольше, чем благородные.
Криольо возделывают на ограниченных территориях преимущественно в Америке и Индонезии. Лидирующие позиции на мировом рынке занимают форастеро, сорта высокоурожайные и не очень прихотливые. В Западной Африке преобладает их разновидность — амелонадо. Известны гибриды этих сортов, например, тринитарио с острова Тринидад.
Так как вкус какао зависит не только от генетических особенностей, но и от почвы и климатических условий, то наряду с сортами какао кондитеры обращают внимание и на области их выращивания. При переработке какао-бобы различных сортов и происхождения зачастую смешивают для получения оптимального аромата (букета) и вкуса.

## Какао-орешки
Не все какао-бобы подвергаются дальнейшей переработке. Жареные, очищенные от оболочки и измельчённые какао-бобы набирают популярность в западных странах как самостоятельный пищевой продукт — ядрышки какао (англ. cacao nibs). Они используются для «перекуса» точно так же, как обычные орехи. На пищевых предприятиях этот продукт добавляют в некоторые марки шоколада для придания ему более натуральной текстуры.

## Производство и мировой рынок
| Кот-д’Ивуар              | 555 | 1222 | 2230 |
| Гана                     | 197 | 662  | 1109 |
| Индонезия                | 34  | 800  | 667  |
| Эквадор                  | 131 | 120  | 337  |
| Камерун                  | 118 | 226  | 300  |
| Нигерия                  | 160 | 370  | 280  |
| Бразилия                 | 431 | 218  | 274  |
| Перу                     | 8   | 36   | 171  |
| Доминиканская Республика | 34  | 50   | 76   |
| Колумбия                 | 42  | 49   | 62   |
| Папуа — Новая Гвинея     | 35  | 51   | 42   |
| Уганда                   | 0,2 | 15   | 35   |
| Венесуэла                | 11  | 20   | 29   |
| Мексика                  | 51  | 23   | 28   |
| Индия                    | 6   | 12   | 28   |
| Гвинея                   | 4   | 15   | 24   |

По состоянию на 2017 год какао-бобы занимали 314-е место среди наиболее продаваемых продуктов и 1220-е в соответствии с индексом сложности продукта (PCI). Большинство поставщиков какао-сырья находится в Африке, а общий объём международной торговли оценивается 9,35 млрд долл. США.
Крупнейшими экспортерами какао-бобов в 2017 году были:
- Кот-д'Ивуар ($3,79 млрд) 40 % от мирового экспорта
- Гана ($1,77 млрд) 19 % от мирового экспорта
- Нигерия ($660 млн) 7,10 % от мирового экспорта
- Эквадор ($619 млн) 6,6 % от мирового экспорта
- Камерун ($492 млн) 5,3 % от мирового экспорта

Крупнейшими импортерами какао-бобов в 2017 году были:
- Нидерланды ($2,29 млрд) 25 % от мирового импорта
- США ($1,17 млрд) 13 % от мирового импорта
- Германия ($949 млн) 10 % от мирового импорта
- Бельгия и Люксембург (суммарно $784 млн) 8,4 % от мирового импорта
- Малайзия ($685 млн) 7,3 % от мирового импорта

В апреле 2024 года был зафиксирован исторический максимум стоимости какао-бобов, которая достигла 11 722 долларов за тонну.